# Onthophagus strabo
Onthophagus strabo é uma espécie de inseto do género Onthophagus, família Scarabaeidae, ordem Coleoptera.
Foi descrita cientificamente por Reitter em 1892.